# جاي هنت (مقدمة تلفزيونية)
جاي هنت (بالإنجليزية: Jay Hunt)‏ هي مقدمة تلفزيونية بريطانية، ولدت في 1965.